# Мухаммаду Лавал
Мухаммаду Лавал (1797–1872) — 2-й ламідо (володар) Адамауа в 1847—1872 роках. Не слід плутати з Мухаммаду Лавалем, еміром Заріїв халіфаті Сокото. Відомий також як Мухаммаду Хамман.

## Життєпис
Старший син ламідо Модібо Адами. Народився 1797 року. Замолоду доєднався до військових кампаній батька. З 1820 року особисто очолював військові походи у північному напрямку, зобувши чималий авторитет серед війська. Отримав від батька управління над містами клана батта, який було підкорено.
У 1847 році під час смерті батька перебував у військовому поході. Тому тимчасово владу перебрав його брат Хаміду. Але того ж року Мухаммаду Лавал прибув до столиці Йоли, де перебрав владу. З самого початку стикнувся з проблемою розпаду державу, оскільки його родичі та представники впливових фульбеських кланів фактично стали незалежними в південних областях. Доклав зусиль для зміцнення емірату, досягши цього в середині 1850-х років.
Завершив створення адміністративного апарату, визначивши посаді функції візира (на кшталт голови канцелярії), галадіни (подібно до першого міністра, але без вплива на зовнішню політику), алкалі (судді), агії (скарбника, податківця та митаря), саркіна-які (головнокомандуючого). На чолі столиці було поставлено 2 магаджі (на кшталт мерів). Також впровадив посаду пулаку (наглядача за ринками та пасовиськами).
1850 року підкорив Багале, важливе місто клану батта, що намагалося здобути незалежність. За цим було взято міста-держави Демса, Білей і Лімаді. В подальшому війська на чолі із його братом Мансуру зайняли значні область вдовж річки Бенуе. Після цього провів новим розподіл ламдатів (провінцій), які збільшив до 40. Там панували представники фульбеських кланів, що мали внутрішню автономію.
1853 року на помсту представник батта підпалив велику мечеть в Йола. 1851 року прийняв в себе німецького мандрівника Генріха Барта, що став першим європейцям, який побував в Адамауа. Той залишив опис Мухаммаду та його уряду.
Намагаючи зміцнити державу активно призначав на державні посади представників підкорених династій й кланів. Водночас провідні посади отримали його брати й сини.
Разом з тим був прихильником продовження джихаду, що спричинило наступні походи військ Адамауа проти Борну і Мандари. При цьому все більше уваги приділялося захопленню рабів, що стали важливим засобом заробітку.
Помер 1872 року. Йому спадкував брат Умару Санда.